# Regne d'Ilaje
El regne d'Ilaje és un estat tradicional de Nigèria, al país ioruba al tram costaner de l'estat d'Ondo, format pel grup ugbo (per la qual cosa el regne també s'anomena Ugbo-Ilaje, ja que hi ha quatre regnes ugbos: Ilaje, Mahin, Etikan i Aheri). La capital és Oda-Ugbo, a la LGA d'Ilaje. Estan regits per un rei amb el títol d' Olugbo. Els Ugbo-Ilaje, són un subgrup de la cultura ioruba que actualment ocupen la costa occidental del Nigèria a l'oceà Atlàntic amb la pesca com el pilar de les seves activitats econòmiques. Els Ugbo-Ilaje són l'únic grup ioruba que viu en un medi aquàtic amb enllaços espirituals tradicionals amb l'oceà a través de l'adoració de Malokun, la deïtat de l'aigua, que també significa la seva creença en el poder i riquesa de la immensitat de l'oceà; els ilajes són pescadors itinerants coneguts per les seves gestes marineres a la costa d'Àfrica Àfrica occidental i central.

## Monarquia
L'Olugbo és un monarca de primera classe, que resideix a Oda-Ugbo, la seva llar ancestral; regna sobre uns dos-cents petits cacics dispersos al llarg dels 80 quilòmetres de tram costaner de l'estat d'Ondo i per significar la singularitat de la corona i la importància de la pesca en la tradició de la gent, el peix més gran, quan es captura, es reserva sempre per l'Olugbo.

## Història
Contràriament a les afirmacions dels historiadors i alguns sectors de la tradició oral que el poble ugbo fou expulsat de l'Ile-Ife al començament de la dinastia d'Oduduwa, els ugbos afirmen que van abandonar la ciutat per la mateixa voluntat i que eren un poble anterior als iorubes. S'ha confirmat per diverses fonts històriques i a través de les tradicions orals que foren els habitants originals d'Ile-Ife on havien estat vivint durant segles abans de l'arribada d'Oduduwa i el seu poble "des de l'est.". El regne d'Ilaje limita a l'oest amb el d'Ijebu; al nord amb el d'Ikale; a l'est amb el regne de Warri del poble itsekiri; i al nord-est amb els Api Ijaw i els Arogbo Ijaw; el seu límit sud és l'oceà Atlàntic.